# Bode Miller
Bode Miller (Easton, 12 oktober 1977) is een voormalig Amerikaans skiër.

## Skicarrière

### 2002/2003
In het seizoen 2002/2003 won Miller voor het eerst in zijn carrière de Amerikaanse kampioenschappen op de Super-G, slalom en de combinatie, op de lange reuzenslalom werd hij tweede. Bij de Wereldkampioenschappen won hij goud op de reuzenslalom en de combinatie. Zilver won hij op de Super-G.

### 2003/2004
Miller wint in dit seizoen drie wereldbekerwedstrijden. Hij eindigde als eerste op de ranglijsten van de reuzenslalom en de combinatie. In het totaalklassement werd Miller vierde.

### 2004/2005
Miller wint zowel de wereldtitel op de afdaling als op de Super-G. Mede door zeven overwinningen in wereldbekerwedstrijden won Miller de wereldbeker van het totaalklassement. Tevens won hij op de Super-G en werd hij tweede in de klassementen van de reuzenslalom en de afdaling.

### 2005/2006
In het wereldbeker totaalklassement 3e en op de combinatie 2e.

### 2006/2007
In het wereldbeker totaalklassement 4e en op de super-g 1e.

### 2007/2008
Een topseizoen voor Miller.

Hij wint de wereldbeker voor het totaalklassement en de combinatie. In het eindklassement van de afdaling wordt Miller 2e.

### 2008/2009
Een slecht seizoen voor Miller. In het totaalklassement 15e en op de afdaling 7e.

### 2009/2010
Het seizoen 2009/2010 bracht Miller maar 1 World Cup overwinning op de super combinatie in het Zwitserse Wengen op 15 januari 2010. Op dit onderdeel won hij op 21 februari ook Olympisch Goud in Vancouver. De rest van het World Cup seizoen is Miller niet hoger geëindigd dan een 4e plaats op de afdaling in Beaver Creek.

### Olympische Winterspelen 2002
Op de Olympische Winterspelen 2002 in Salt Lake City wint Miller voor eigen publiek het zilver op de combinatie, achter viervoudig olympisch kampioen Kjetil André Aamodt en voor tweevoudig olympisch kampioen Benjamin Raich. Ook op de reuzenslalom pakt Miller het zilver.

### Olympische Winterspelen 2006

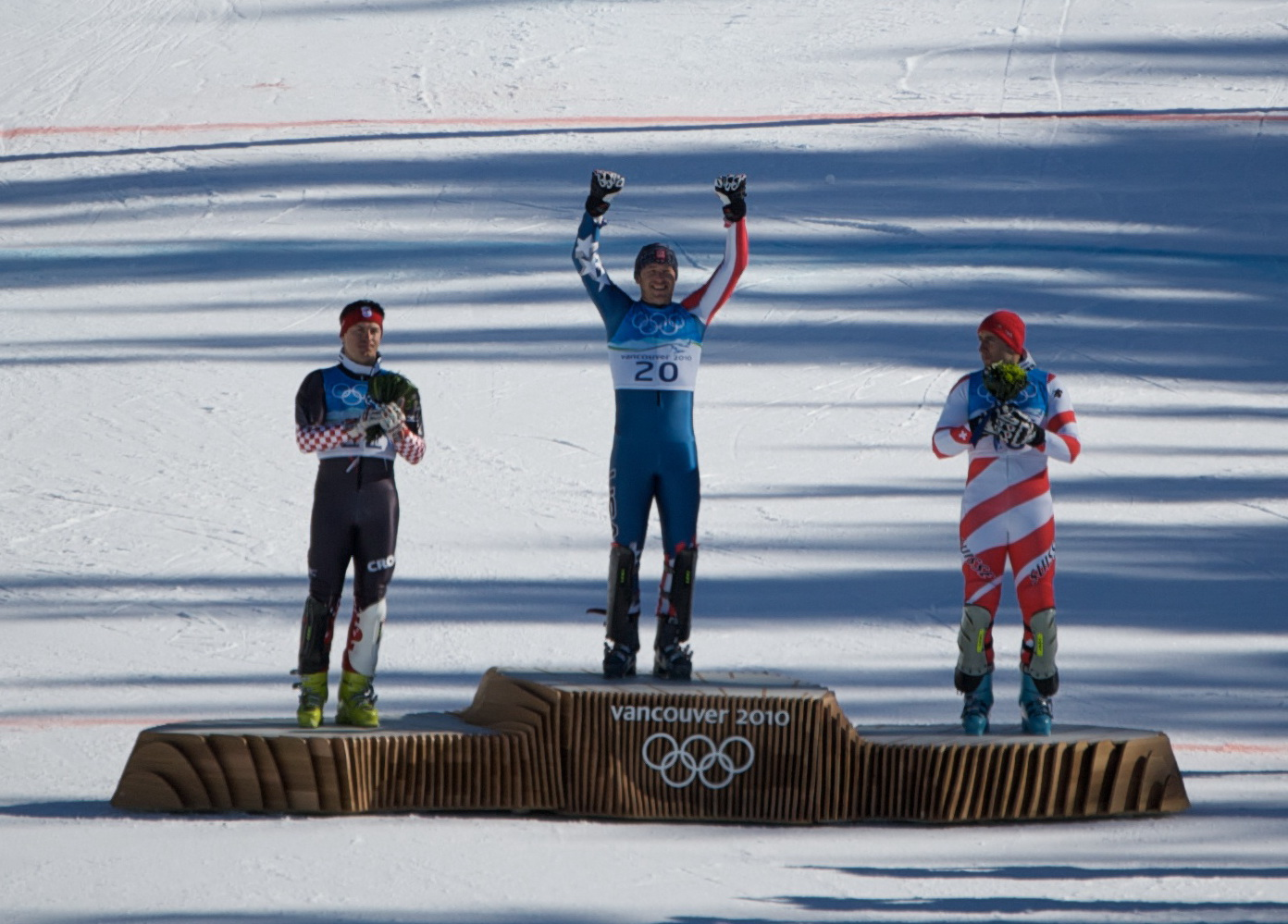
Bode Miller wint zijn eerste Gouden Olympische medaille op de combinatie tijdens de Winterspelen 2010

Op de Olympische Winterspelen 2006 was Miller op iedere discipline medaillekandidaat, maar behaalde hij geen enkele medaille. Op drie van de vijf onderdelen waarop hij uitkwam haalde hij de finish niet, of werd hij later gediskwalificeerd. Op de overige onderdelen viel hij ruim buiten de medailles. Hij werd zelfs een keer midden in de nacht aangetroffen in het bijzijn van een voormalig miss Italië, terwijl hij de andere ochtend een wedstrijd moest skiën. In die wedstrijd viel hij dan ook na 10 poortjes uit, waarna er in zijn thuisland schande werd gesproken.

### Olympische Winterspelen 2010
Aan het einde van een matig seizoen begon Bode Miller niet als topfavoriet aan de Olympische Winterspelen 2010 in Vancouver. Uiteindelijk worden het zijn succesvolste spelen tot dan toe door net als Aksel Lund Svindal drie olympische medailles te winnen in alle kleuren. Brons op de afdaling, Zilver op de super-g en Goud op de combinatie. Zijn landgenoot Ted Ligety won in 2006 Olympisch Goud op de combinatie.

### Olympische Winterspelen 2014
Op de Olympische Winterspelen van 2014 in Sotsji behaalde Miller de bronzen medaille op de Super G.